# Farní den
Farní den je setkání věřících určité farnosti, konané zpravidla na faře nebo farní zahradě. Zpravidla začíná mší a jeho součástí obvykle bývá společný oběd a někdy i zvláštní program pro děti. V českých zemích jsou farní dny pořádány ve větší míře od počátku 21. století a postupně se stávají tradicí. Někde se konají každý rok nebo i dvakrát ročně, jinde jen příležitostně.
Obdobou farního dne v protestantských církvích je sborový den.